# Ville de Liverpool (Australie)
Pour les articles homonymes, voir Liverpool (homonymie).
La ville de Liverpool (en anglais : City of Liverpool) est une zone d'administration locale de l'agglomération de Sydney, située dans l'État de Nouvelle-Galles du Sud, en Australie. La population s'élevait à 233 446 habitants en 2021.

## Géographie
La ville s'étend sur 305,5 km2 autour de la localité de Liverpool, dans la plaine de Cumberland au sud-ouest de l'agglomération de Sydney. Sa partie orientale est traversée par le fleuve Georges.

### Quartiers
- Ashcroft
- Austral

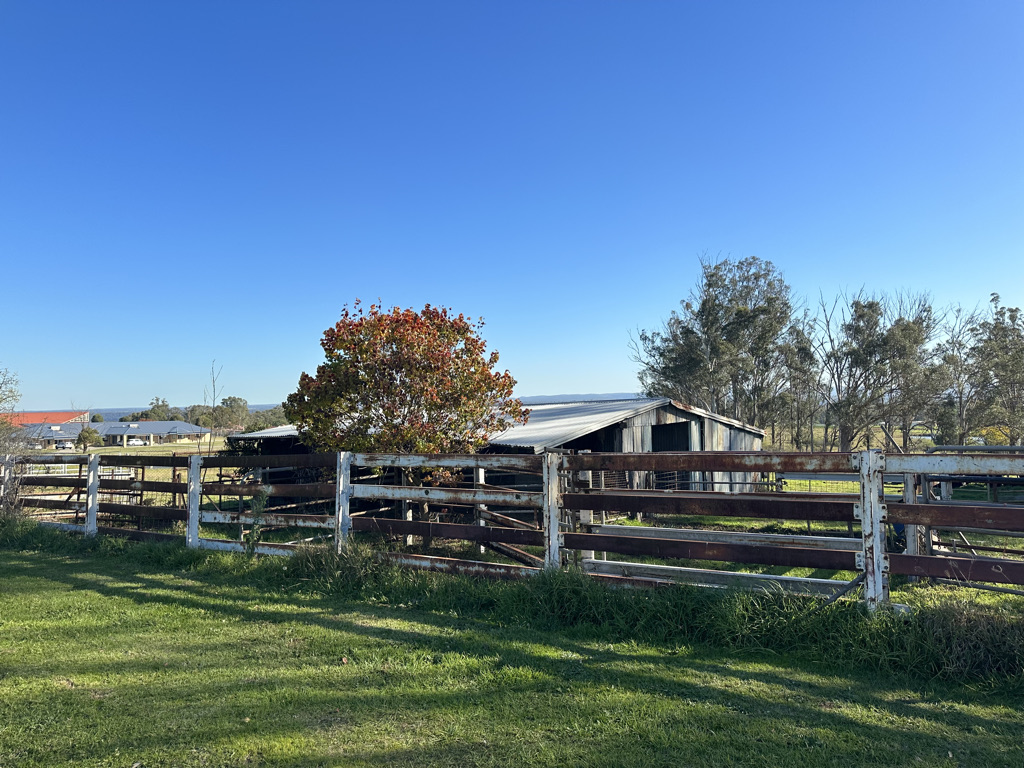
Scène rurale à Luddenham, quartier de Liverpool, ou Penrith. Juin 2023.

- Badgerys Creek (partagé avec la ville de Penrith)
- Bringelly (partagé avec le conseil de Camden)
- Busby
- Cartwright
- Casula
- Cecil Hills
- Cecil Park (partagé avec la ville de Fairfield)
- Chipping Norton
- Denham Court (partagé avec la ville de Campbelltown)
- Edmondson Park
- Green Valley
- Greendale
- Hammondville
- Heckenberg
- Hinchinbrook
- Holsworthy
- Horningsea Park
- Hoxton Park
- Kemps Creek (partagé avec la ville de Penrith)
- Leppington (partagé avec la ville de Penrith)
- Liverpool
- Luddenham (partagé avec la ville de Penrith)
- Lurnea
- Middleton Grange
- Miller
- Moorebank
- Pleasure Point
- Prestons
- Rossmore (partagé avec le conseil de Camden)
- Sadleir
- Voyager Point
- Wallacia (partagé avec la ville de Penrith et le comté de Wollondilly)
- Warwick Farm
- Wattle Grove
- West Hoxton

## Démographie
| Année | Population |
| ----- | ---------- |
| 2011  | 180 143    |
| 2016  | 204 326    |
| 2021  | 233 446    |

## Histoire
La localité de Liverpool est créée en 1810 par le gouverneur Lachlan Macquarie qui la baptise en l'honneur de Robert Jenkinson, comte de Liverpool, alors secrétaire d'État à la Guerre et aux Colonies. Elle devient le siège d'un district municipal le 27 juin 1872.

## Politique et administration
La zone comprend deux subdivisions appelées wards. Le conseil municipal comprend dix membres élus, à raison de cinq par ward, pour un mandat de quatre ans. Le maire est élu directement pour la même durée. Les dernières élections se sont tenues le 4 décembre 2021.

### Composition du conseil
| Élections | Parti travailliste | Parti libéral | Indépendants |
| --------- | ------------------ | ------------- | ------------ |
| 2016      | 4                  | 4             | 2            |
| 2021      | 4                  | 4             | 2            |

### Liste des maires
| Période                                  | Période        | Identité     | Étiquette    | Qualité |
| ---------------------------------------- | -------------- | ------------ | ------------ | ------- |
| Les données manquantes sont à compléter. |                |              |              |         |
| septembre 2008                           | septembre 2012 | Wendy Waller | Travailliste |         |
| septembre 2012                           | septembre 2016 | Ned Mannoun  | Libéral      |         |
| septembre 2016                           | décembre 2021  | Wendy Waller | Travailliste |         |
| 21 décembre 2021                         | en cours       | Ned Mannoun  | Libéral      |         |

## Transports
La ville de Liverpool est desservie par les lignes T2, T3 et T5 des trains de banlieue de Sydney.